# Dasineura spiraeae
Dasineura spiraeae är en tvåvingeart som först beskrevs av Paul V. Loiselle 1912.  Dasineura spiraeae ingår i släktet Dasineura och familjen gallmyggor. Inga underarter finns listade i Catalogue of Life.